# 土桥镇 (金堂县)
土桥镇，是中华人民共和国四川省成都市金堂縣下辖的一个乡镇级行政单位。

## 行政区划
土桥镇下辖以下地区：
朝阳社区、永兴社区、梁家沟村、花果村、高山村、金壶村、湖包村和平山村。